# Xenopus victorianus
Xenopus victorianus е вид африканска жаба от семейство Безезични.

## Разпространение
Разпространена е в територии намиращи се по протежение на езерата от рифтовата система в Източна Африка.